# Paul Renner
Paul Renner (Wernigerode, 9 agosto 1878 – Hödingen, 25 aprile 1956) è stato un tipografo tedesco, autore del carattere tipografico Futura.

## Biografia
Il giovane Paul Renner studiò pittura a Berlino, Monaco e Karlsruhe. Dal 1925 al 1926 insegnò le materie grafica pubblicitaria e tipografia presso la scuola di arte di Francoforte. Fu invitato a partecipare al Deutscher Werkbund.
Dal 1926 condusse le scuole grafiche di formazione professionale a Monaco dove nel 1927 divenne direttore. Nel 1933 il regime nazista lo allontanò dall'insegnamento.
Tra il 1927 e il 1931 inizia a progettare i caratteri Futura e Neuzeit per la fonderia Bauer. Entrambi sono caratteri geometrici, di chiara ispirazione bauhausiana.

## Caratteri ideati
- "Futura" (1927)
- "Plak" (1928)
- "Futura Black" (1929)
- "Futura light" (1932)
- "Ballade" (1938)
- "Renner Antiqua" (1939)
- "Steile Futura" (1953-1954)